# Пивні дріжджі

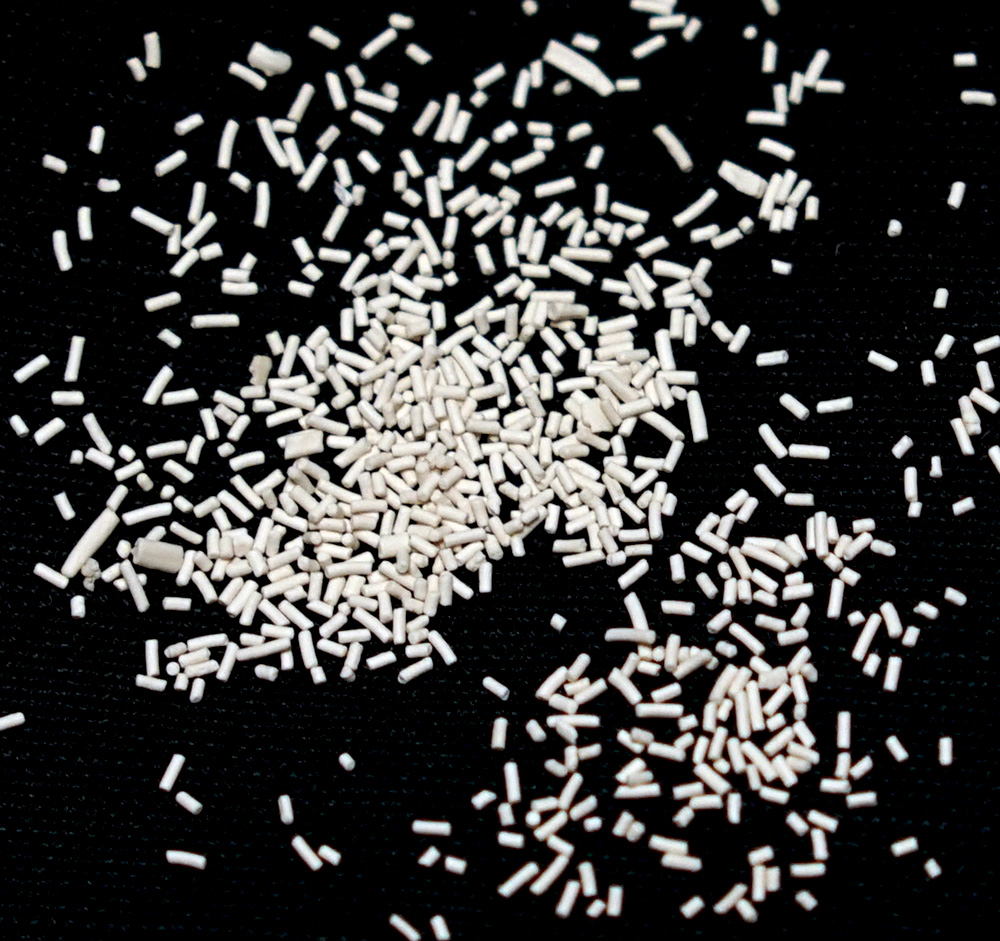

Пивні́, пивова́рні, пека́рні або пека́рські дрі́жджі (Saccharomyces cerevisiae) — один з видів дріжджів. Це найвідоміший та найважливіший для людини вид дріжджів унаслідок їх використання здавна в пекарстві та пивоварінні. Вважається, що вони були спочатку ізольовані із шкірок винограду (дріжджі можна побачити як один з компонентів тонкого білого наліту на шкірці деяких кольорових і темних плодів, наприклад слив, вони існують серед воску кутикули). Цей мікроорганізм відповідає за найзагальніший тип бродіння. Saccharomyces cerevisiae має клітини овальної форми, 5—10 мкм в діаметрі. Він відтворюється за допомогою брунькування.
Saccharomyces cerevisiae — один з найбільш інтенсивно досліджених еукаріотичних модельних організмів в молекулярній і клітинній біології, подібно до Escherichia coli, як модельної бактерії. Він корисний у дослідженні клітинного циклу, тому що його легко вирощувати, але, як еукаріот, він розділяє складну внутрішню структуру тваринних та рослинних клітин. Геном S. cerevisiae був першим повністю секвенованим еукаріотичним геномом.
Назва «Saccharomyces» походить з грецької мови, та означає «цукрова цвіль». «Cerevisiae» походить з латинської мови і означає «пивний».

## Генетика
Геном S. cerevisiae був першим повністю секвенованим еукаріотичним геномом. База даних геномів дріжджів ( [Архівовано 23 липня 2020 у Wayback Machine.]) дуже добре анотована і залишається важливим інструментом дослідження функції і організації генетики і фізіології еукаріотів. Іншу важливу генетичну базу даних S. cerevisiae підтримує Мюнхенський інформаційний центр послідовностей білків ( [Архівовано 23 серпня 2006 у Wayback Machine.]). Геном складається з близько 13 млн пар основ і 6 275 генів, хоча вважається, що лише близько 5 800 з них є дійсними функціональними генами. Оцінено, що дріжджі розділяють близько 23% свого геному з геномом людини.

## Життєвий цикл

Життєвий цикл Saccharomyces cerevisiae

Клітини Saccharomyces cerevisiae можуть жити і рости у двох формах, гаплоїдній і диплоїдній. Гаплоїдні клітини здатні тільки до вегетативного розмноження, при якому клітини дріжджів діляться в результаті мітозу на дві клітини різного розміру (брунькування), а за умов стресу ці клітини зазвичай просто вмирають.
Диплоїдні клітини (звичайніша форма) також здатні до мітозу і брунькування, але за умов стресу вони проходять процес споруляції, мейозу, і утворюють гаплоїдні спори, що проростають у гаплоїдні клітини.

Гаплоїдні клітини можуть мати один з двох типів спаровування, а і α. Клітини двох різних типів здатні до спаровування з утворенням диплоїдної клітини, що є примітивною формою статевого розмноження. Тип спаровування визначається єдиним генетичним локусом, MAT, який своєю чергою управляє статевою поведінкою як гаплоїдних, так і диплоїдних клітин. За допомогою генетичної рекомбінації, гаплоїдні клітини можуть перемикати тип спаровування на кожному клітинному циклі.

## Хімічний склад дріжджів
Хімічний склад дріжджів: вода — 74%, білки — 12,7%, жири — 2,7%, клітковина — 2,1%, мінеральні речовини (кальцій, калій, фосфор, магній, алюміній, сірка, залізо та ін.), вітаміни В1, В2, РР.

## Використання в господарстві
Археологічні розкопки в Єгипті виявили пивоварні та хлібопекарні, що були побудовані 2000 і 6000 років тому. Відомо, що у Стародавньому Вавилоні застосовували технологію одержання солоду і пивоваріння.
Пекарських дріжджів у світі виробляється близько мільйона тонн щорічно.

### Хлібопекарство
Saccharomyces cerevisiae є видом дріжджів, що використовується майже виключно для приготування печеного дріжджового хліба. Дріжджі зумовлюють спиртове бродіння з утворенням безлічі вторинних метаболітів, що обумовлюють смакові і ароматичні якості хліба. Спирт випаровується при випіканні. Крім того, в тісті формуються міхури вуглекислого газу, що примушують його «підніматися», і що надають хлібу губчасту структуру і м'якість. Аналогічний ефект викликає внесення до тіста соди і кислоти (зазвичай лимонної), але в цьому випадку не утворюються смакові сполуки.
Борошно зазвичай бідне цукрами, необхідними для бродіння, тому в тісто додають яйця або цукор. Для отримання більшої кількості смакових сполук тісто проколюють або перемішують, вивільняючи вуглекислий газ, а потім знову залишають «підніматися».
У кондитерському виробництві використовують як пресовані, так і сухі дріжджі.

#### Свіжі пресовані дріжджі
Свіжі пресовані дріжджі мають світло-кремовий або світло-сірий колір. Консистенція щільна, дріжджі легко ламаються. Запах — приємний, ледь спиртовий, не допускається запах плісняви, інші сторонні запахи. Смак повинен бути прісний, властивий дріжджам, без стороннього присмаку.
За фізико-хімічними показниками вологість дріжджів становить не більше 75%, підйомна сила (підйом тіста до 70 мм) не більше 70 хвилин.
У заморожених дріжджів можна відновити підйомну силу, поступово розморожуючи їх при температурі 3-8 °C.
Перед використанням дріжджі звільняють від паперу, розчиняють у теплій воді (30-35 °C) і проціджують через сито.
Зберігають пресовані дріжджі при температурі 4 °C протягом 5 днів.

#### Сухі дріжджі
Сухі дріжджі одержують при висушуванні пресованих дріжджів, попередньо подрібнених у вигляді гранул, дрібних зерен, шматочків, вермішелі, таблеток.
Сушать дріжджі кілька годин спочатку при температурі 50 °C, а потім — 30-35 °C. При висушуванні дріжджі повинні зберігати свою ферментну активність.
За якістю сухі дріжджі поділяють на вищий і 1-й ґатунки. Колір сухих дріжджів повинен бути світло-жовтим або світло-коричневим, запах і смак — властиві сухим дріжджам.
За фізико-хімічними показниками сухі дріжджі повинні мати вологість: вищого ґатунку — 8%, 1-го ґатунку — 10%. Підіймальна сила дріжджів: вищого ґатунку — 70 хв, 1 ґатунку — 90 хв.
Перед використанням 100 г сухих дріжджів перемішують з 1 кг борошна і розводять у 3 л теплої води (25-27 °C). Через годину їх використовують для приготування опари. Сухих дріжджів беруть утричі менше, ніж свіжих.
Зберігають сухі дріжджі — при температурі 17 °C і відносній вологості повітря 65% протягом 1 місяця.

### Пивоваріння
Saccharomyces cerevisiae широко використовується в пивоварінні (разом з деякими іншими видами: Saccharomyces carlsbergensis та Brettanomyces sp.) та знаний як «дріжджі верхнього бродіння», через те, що звичайно спливає на поверхню ємності протягом бродіння. Пиво, при виготовленні якого використовувалися дріжджі верхнього бродіння, називається елем, тому ці дріжджі інколи називаються «елевими». Ці дріджді не в змозі споживати деякі цукри, внаслідок чого пиво стає солодшим та «фруктовим».

### Використання вакваріумах
Унаслідок високої вартості комерційних систем збагачування води вуглекислим газом, необхідним для водних рослин, отримання вуглекислого газу за допомогою дріжджів — популярна серед акваріумістів практика. Культура дріжджів загалом підтримується в пластмасових пляшках і зазвичай забезпечує одну бульбашку CO2 кожні кілька секунд. Для забезпечення розчинення газу використовується багато різних підходів.

## Дослідження
Saccharomyces cerevisiae — популярний модельний організм, і тому є одним з найдослідженіших одноклітинних організмів (разом з E. coli). Багато даних з клітинної біології, біохімії і генетики еукаріотів було вперше отримано на цих дріжджах. На дріжджових об'єктах виконані перші роботи з радіобіології, відкрита цитоплазматична мінливість, генетична самостійність мітохондрій тощо. Для генетичних досліджень важливий короткий життєвий цикл дріжджів і можливість швидкого і легкого отримання великої кількості їх особин і поколінь, що дозволяє вивчати навіть дуже рідкісні явища.